# Chợ Trung tâm Ulsan
Chợ Trung tâm Ulsan là chợ đường phố truyền thống ở Jung-gu, Ulsan, Hàn Quốc. Đây là chợ truyền thống lớn nhất ở Ulsan. Chợ có nhiều cửa hàng bán trái cây, rau, thịt, cá, bánh mì, quần áo và các mặt hàng y học cổ truyền Hàn Quốc. Chợ cũng có nhiều nhà hàng nhỏ và các quầy bán thức ăn đường phố. Nơi này cũng là quê hương của "Thịt lươn nướng" (tiếng Hàn: 곰장어 골목; Romaja: Gom Jang-eo Golmok), có một con đường nổi tiếng với nhiều nhà hàng phục vụ lươn và họ cá chình nướng tươi sống hoặc đã giết sẵn.